# シュルプ
『シュルプ』（朝: 슈룹、英: Under the Queen's Umbrella）は2022年10月15日から2022年12月4日までtvNで放送された大韓民国のテレビドラマである。題名の슈룹（シュルプ）は、「傘」を意味する朝鮮語の古語で、訓民正音の用字例に登場する語であり、現代朝鮮語では우산（ウサン、雨傘）という。主役のキム・ヘスは20年ぶりの時代劇出演となる。日本ではNetflixで配信されている。

## あらすじ
問題児である王子を未来の国王として育成しようと奮闘する王妃イム・ファリョン（キム・ヘス）。そんな彼女には優秀な長男の世子（ペ・イニョク）がいるが、突然、病に倒れる。するとチャンスが来たと側室達が王の母の座を狙おうと教育競争が巻き起こる。王の母である大妃（キム・ヘスク）はファリョンに「私は孫よりも国が大事だ」と申し渡し、威圧的な態度をとる。

## 出演

### 主要人物
イム・ファリョン：キム・ヘス（子役：チェリン）
ヒロイン。イ・ホの王妃。
男勝りな性格で、問題児である王子の育児に悪戦苦闘している。お茶や裁縫を嗜んでいたが、あることで宮中で一番足の速い女性になる。
大妃チョ氏：キム・ヘスク
ファリョンの姑。
ファリョンや世子以外の孫のことを快く思わない。かつては側室の地位にいたが、あるきっかけで先王の継室に昇格。
イ・ホ：チェ・ウォニョン
武術に秀でた朝鮮国王。
長年の努力で国民から愛されている。

### ファリョンの子供
ソンナム大君（テグン）：ムン・サンミン
ファリョンの次男。
宮廷の悩みの種。幼い頃は宮殿の外で育った。
世子（セジャ）：ペ・イニョク
ファリョンの長男。
何事にも優秀であったが、突然、病に倒れる。
ムアン大君：ユン・サンヒョン
ファリョンの三男。
何事にも笑顔を絶やさないトラブルメーカー。
ケソン大君：ユ・ソンホ
ファリョンの四男。
秀麗な容姿だが、頻繁に宮廷で姿を消すことがある。
イリョン大君：パク・ハジュン
ファリョンの五男。
愛嬌がある末っ子。

### 後宮達
ファン貴人（クィィン）：オク・ジャヨン
イ・ホの側室。ウィソン君の母。
大妃に気に入られている。世子が病に倒れたのをきっかけにファリョンと国王の生母の座を巡って、対立。
テ昭容（ソヨン）：キム・ガウン
イ・ホの側室。ポゴム君の母。
愛嬌の良い女性だが、かつてはファリョンの侍女だった。
コ貴人：ウ・ジョンウォン
イ・ホの側室。シムソ君の母。
噂話を宮廷で拡散することが得意。

### 後宮の息子達
ウィソン君：カン・チャニ（SF9）
ファン貴人の息子。
優れた武芸とハンサムな外見とは裏腹に、弱い者は虐める高圧的な性格。
ポゴム君：キム・ミンギ
テ昭容の息子。
母の遺伝子を受け継いでいて、成績優秀。
シムソ君：ムン・ソンヒョン
コ貴人の息子。
心優しい性格のため、母の期待に応えられない。

### その他
ファン・ウォンヒョン：キム・ウィソン
ファン貴人の父、領議政（ヨンイジョン）。
庶子であったイ・ホを王に推戴させた権力者。
ユン・スグァン：チャン・ヒョンソン
兵曹判書（ピョンジョパンソ）、大妃の側近。
廃妃ユン氏：ソ・イスク
先王の正室。息子であったテイン世子の死後、王妃を廃された。

## 視聴率
| 第1話  | 10月15日 | 7.649%  | 8.668%  |
| 第2話  | 10月16日 | 9.062%  | 10.259% |
| 第3話  | 10月22日 | 6.980%  | 7.307%  |
| 第4話  | 10月23日 | 9.471%  | 10.065% |
| 第5話  | 10月29日 | 7.751%  | 8.334%  |
| 第6話  | 10月30日 | 11.285% | 12.008% |
| 第7話  | 11月5日  | 9.365%  | 9.590%  |
| 第8話  | 11月6日  | 11.821% | 13.043% |
| 第9話  | 11月12日 | 9.993%  | 11.015% |
| 第10話 | 11月13日 | 12.296% | 13.391% |
| 第11話 | 11月19日 | 10.842% | 11.548% |
| 第12話 | 11月20日 | 13.415% | 14.201% |
| 第13話 | 11月26日 | 12.851% | 14.012% |
| 第14話 | 11月27日 | 14.100% | 14.786% |
| 第15話 | 12月3日  | 13.353% | 14.562% |
| 第16話 | 12月4日  | 16.852% | 18.159% |